# Terra Incognita (журнал)

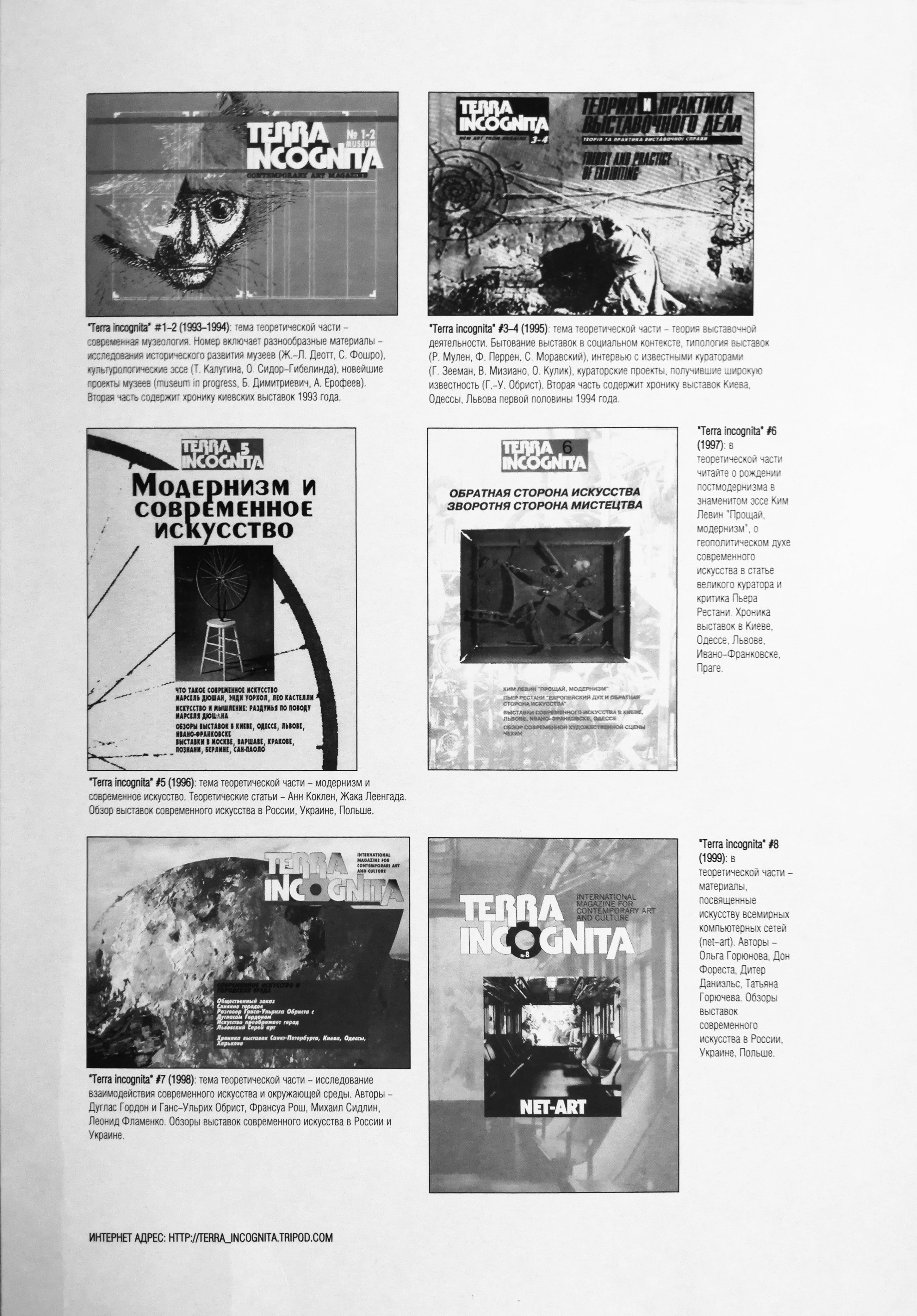
Обкладинка часопису «Terra Incognita» №9, стор. 3. 2001

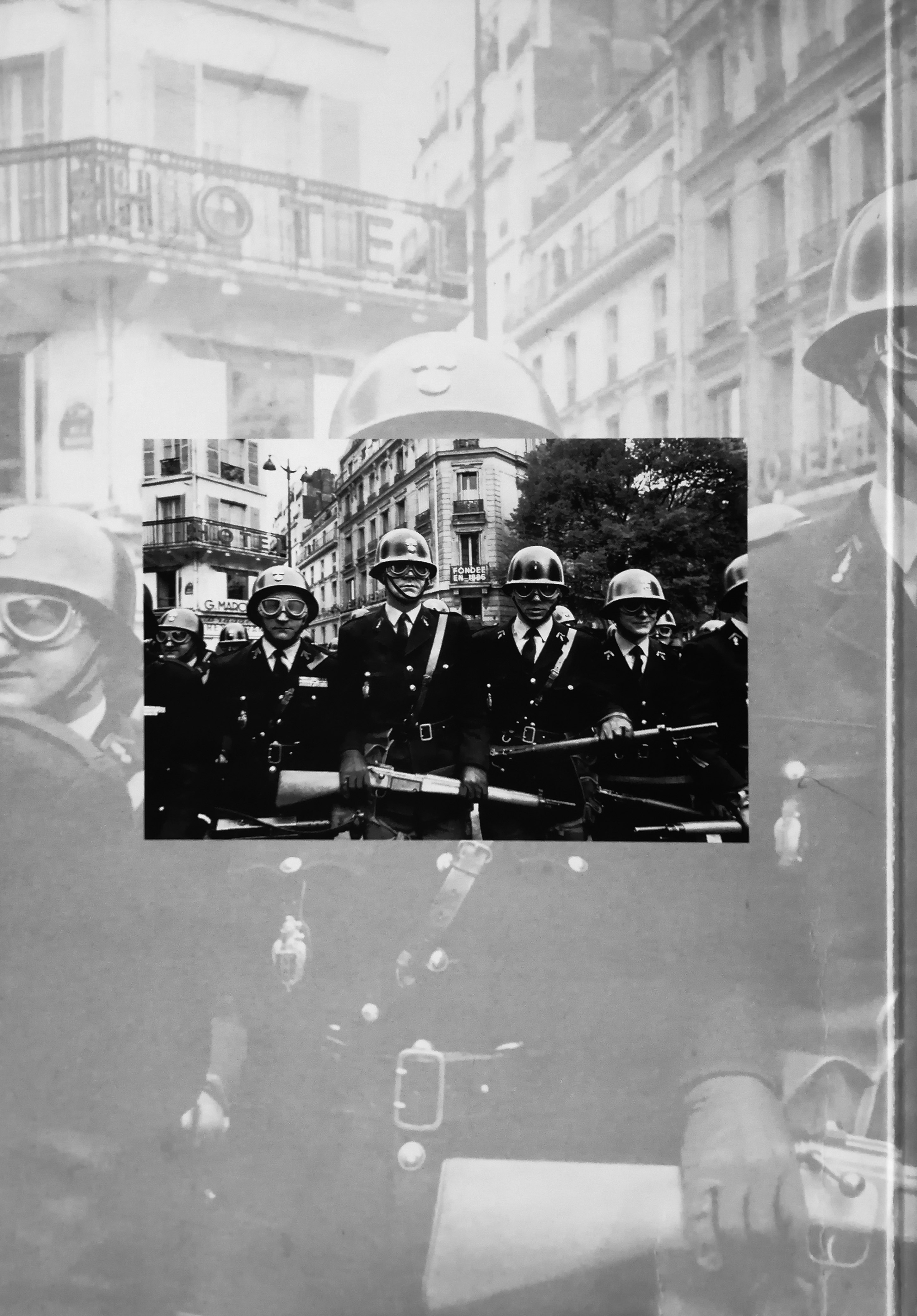
Обкладинка часопису «Terra Incognita» №9, стор. 4. 2001

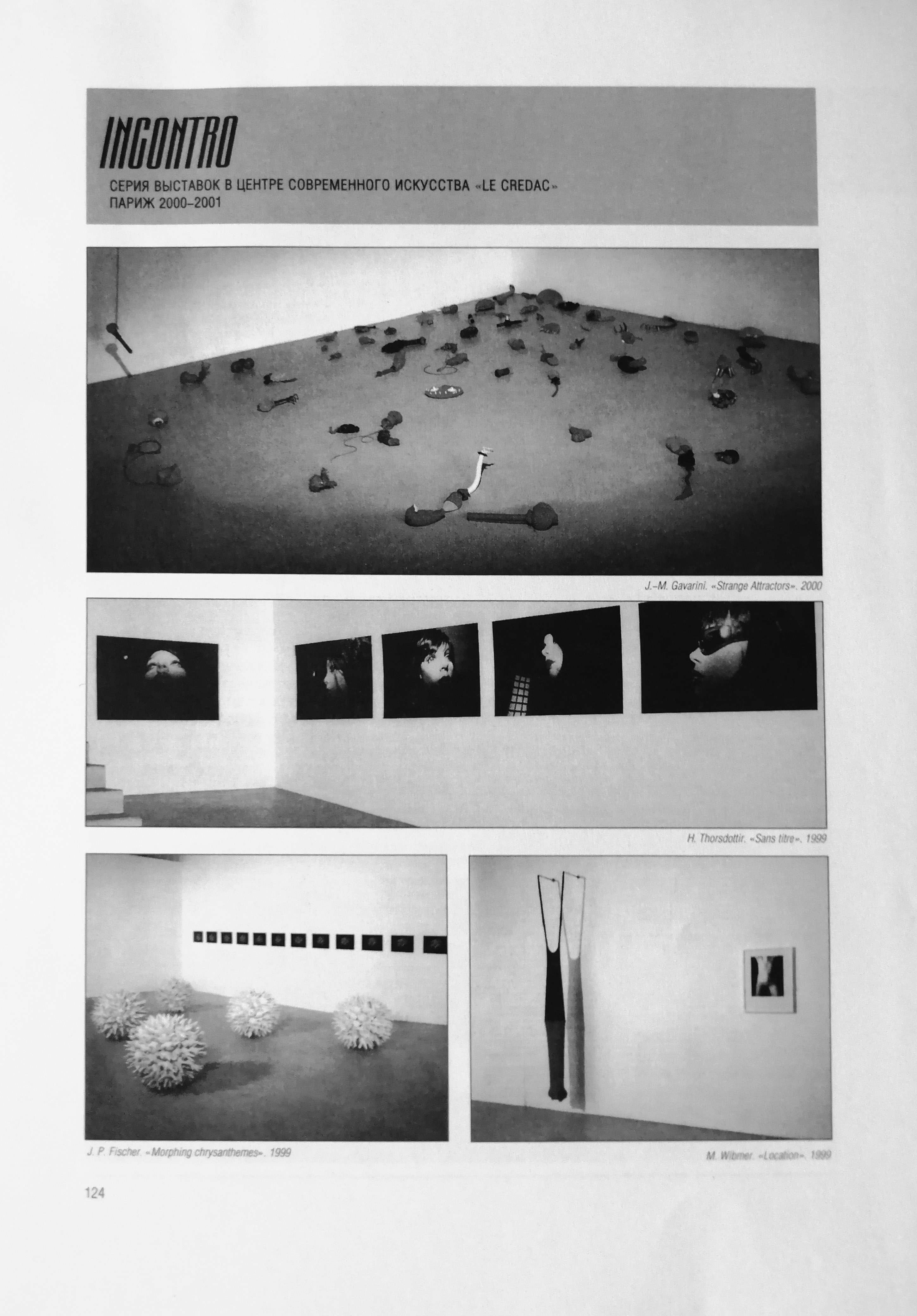
Часопис «Terra Incognita» №9, стор. 124. 2001

Terra incognita — приватний, незалежний, некомерційний часопис з питань теорії та практики сучасного візуального мистецтва (1993—2001, Київ), періодичністю 1-2 номери на рік. Мова російська, з першого по п’ятий числа журнал виходив з повним англійським перекладом. Редакція часопису  оприлюднювала переклади праць відомих західних мистецтвознавців «першої публікації» (тобто не передрукованих з інших джерел). Статті ілюстровано чорно-білими фотографіями. Більшість матеріалів, надрукованих у часописі, й досі залишаються актуальними. Видання існувало завдяки фінансової підтримки міжнародних благодійних фондів :  Міжнародного фонду «Відродження» ,  «MATRA», «Pro Helvetia», а також приватних  — В. Каширського, Г. Вишеславського та інших.

Головний редактор — Гліб Вишеславський (він же дизайнер); заступник — Катерина Стукалова, члени редколегії — Олег Сидор-Гібелинда, Михайло Сідлін, Оксана Дубицька. Часопис розповсюджувався в Україні (Києві, Львові, Одесі),  Росії (Москві, Санкт-Петербурзі), частково у Франції, Канаді, США. Видання оперативно висвітлювало актуальні події в сучасному мистецтві, знайомлячи іноземців з українським мистецтвом, а також надавало українським читачам інформацію про сучасне мистецтво у світі.
З самого початку намітився принцип випуску тематичних номерів. Видання мало чітку внутрішню структуру: в першій частині друкувалися теоретичні статті всесвітньо відомих фахівців, у другій було розміщено рецензії на виставки сучасного мистецтва в містах України. Заради об’єктивності висвітлення подій, у деяких випадках, друкувалось по дві рецензії на одну експозицію. 
У середині 1990-х рр. редакцією журналу «Terra incognita», спільно з нідерландською програмою " MATRA", було видано три числа бюлетеню з питань міжнародного культурного обміну України з країнами Заходу - «Бюлетень ТІ» (1995 – 1996 рр.)  Як додаток до журналу редакція видала декілька поетичних збірок, мемуари Тамари Шевченко «Життя, як воно є» (2004) тощо. 
Числа 1 і 2 вийшли друком в кінці 1993 р. під спільною обкладинкою. Матеріали було присвячено темі сучасної музеології. Було надруковано тексти Олега Сидора-Гібелинди, Олени Ріпко,  Галини Скляренко (Україна); Брако Дімітрієвіча, Жана-Луї Деота, Сержа Фошро (Франція); Тетяни Калугіної, Андрія Єрофєєва (Росія) та ін. Було оприлюднено рецензії на виставки сучасного мистецтва, що відбувалися в Києві в 1993 році авторів: Миколи Костюченка, Олександра Соловйова, Катерини Стукалової, Валентина Раєвського, Олега Сидора-Гібелинди, Валерія Сахарука, Марти Кузьми. 
Числа 3 і 4 вийшли під спільною обкладинкою у 1995 р. Статті було присвячено темі теорії та практики сучасної виставочної справи. Було надруковано статті Раймонди Мулен (Франція), Франка Перрен (Франція), Стефана Моравського (Польща), Ганса-Ульріха Обриста, Гарольда Земана, Віктора Мізіано (Росія), а також рецензії на виставки, що відбувались у Києві, Львові та Одесі в 1994 році - Олега Сидора-Гібелинди, Катерини Стукалової, Надії Пригодич, Олени Михайловської, Михайла Рашковецького та ін. 
Число 5 вийшло друком у 1996 р. та було присвячено розгляду двох важливих термінів – модернізм та contemporary art. Було надруковано тексти Жака Леенгарда й Анни Коклен, а також рецензії на виставки, що відбувались в Україні, Польщі та Росії в 1995 році - Олега Сидора-Гібелинди, Катерини Стукалової, Олександра Ляпіна, Ксенії Мілітінської, Еатерини Сліпченко, Андрія Дороша, Віктора Мельника.
Число 6  вийшло друком у 1997 р. Тексти було присвячено першим проявам постмодернізму в західному візуальному мистецтві. Було надруковано статті Кім Левін (США) та Пьера Рестані (Франція-Італія), а також рецензії на виставки у Львові, Києві, Івано-Франківську, Одесі, що відбувались у 1996 році - Олега Сидора-Гібелинди, Ксенії Мілітінської, Віктора Маляренко, Тита Макашова, Катерини Стукалової, Олександра Ляпіна, Лупи Гарбуздіва, Наталії Космолінської, Віктора Мельника, Анатолія Звіжинського. 
Число 7 вийшло друком у 1998 р. Його було присвячено темі існування сучасного мистецтва у міському середовищі. Було надруковано статті Леоніда Фламенко (Україна), Лупи Гарбуздіва (Україна), Ганса-Ульріха Обриста, Михайла Сідліна (Росія) та ін., а також рецензії на виставки, що відбувались в Києві, Харкові, Одесі, а також містах інших країн в 1996 - 1997 років - Людмили Савицької, Олега Сидора-Гібелинди, Ксенії Мілітінської, Ярослави Хоменко, інтерв’ю з Утою Кільтер та Михайлом Рашковецьким. 
Число 8 вийшло друком у 1999 р. Його було присвячено нет-арту. Серед авторів були Дон Фореста (Франція); Ольга Горюнова, Тетяна Горючева (Росія) та ін., а також рецензії на виставки, що відбувались у Києві, Черкасах, Ужгороді та містах інших країн у 1998 році - Олега Сидора-Гібелинди, Ксенії Мілітінської та ін. 
Число 9 вийшло друком у 2001 р. Його було присвячено прикладам впливів політики на сучасне мистецтво. Було надруковано статті Ганни Заварової (Україна); Небойши Віліча (Словенія); Михайла Цовми, Михайла Сідліна, Дмитра Голинко, Костянтина Бохорова (Росія); Наталії Сідліної (Англія) та ін., а також рецензії на виставки, що відбувались у Києві, Одесі та містах інших країн у 1999 - 2000 роках - Олега Сидора-Гібелинди, Вікторії Бурлаки, Алескера Алієва та ін.
Цінними матеріалами  часопису є інтерв'ю з видатними діячами сучасного мистецтва (Андрієм Єрофєєвим, Олегом Куликом, Віктором Мізіано, Юрієм Шевченко, кураторами Арт-Базеля 2001), а також творчі  маніфести відомих  художників, серед яких Самуїл Аккерман, Олександр Дубовик, Борис Лобановський, що збагатило архів сучасного мистецтва України та суміжних країн. За роки існування часопису зібрано  унікальний фотоархів сучасного мистецтва.